# Trollholmen (Bjørnafjorden)
Ne doit pas être confondu avec Trollholmen.
Trollholmen est une île norvégien du comté de Hordaland appartenant administrativement à Os.

## Description
Rocheuse et couverte d'arbres, elle s'étend sur environ 211 m de longueur pour une largeur approximative de 114 m. Elle compte une habitation.